# Chantasco
Chantasco är en ort i Mexiko.   Den ligger i kommunen Lolotla och delstaten Hidalgo, i den sydöstra delen av landet, 200 km norr om huvudstaden Mexico City. Chantasco ligger 467 meter över havet och antalet invånare är 730.
Terrängen runt Chantasco är kuperad. Runt Chantasco är det ganska tätbefolkat, med 86 invånare per kvadratkilometer. Närmaste större samhälle är Tamazunchale, 10,8 km norr om Chantasco. I omgivningarna runt Chantasco växer huvudsakligen savannskog.